# نوکوتان دوست گوزن من
نوکوتان دوست گوزن من (به انگلیسی: My Deer Friend Nokotan) مجموعه مانگا ژاپنی به نویسندگی و تصویرگری اوشیوشیو است که از نوامبر ۲۰۱۹ در حال انتشار است. مجموعه تلویزیونی انیمه اقتباسی تولید استودیو ویت از جولای تا سپتامبر ۲۰۲۴ پخش شد.

## داستان
توراکو کوشی یک دانش آموز سال دوم دبیرستان است که تلاش زیادی می‌کند تا ظاهر بی نقصی داشته باشد تا گذشته بزهکارانه خود را پنهان کند تا وقتی که او با نوکو شیکانوکو، دانش آموز انتقالی جدید، آشنا می‌شود زندگی اش آشفته می‌شود. نوکو در واقع یک گوزن ژاپنی به شکل انسان است. توراکو راهنمای نوکو برای زندگی می‌شود و باشگاه تازه تأسیس گوزن‌ها را رهبری می‌کند.